# 三板
三板あるいは三羽（さんば）は、現在では沖縄音楽で用いられる、文字通り3枚の板で構成される小型の打楽器。相互打奏体鳴楽器に分類されるという。黒檀や樫などの堅い素材を用いた板片の、上部を紐で繋いだもの。カスタネットのような鳴らし方もされる。
沖縄民謡の大家喜納昌永が、中国から伝来した三板（さんばん）にヒントを得て発明し、またその基本的な演奏技法も開発した。
カチャーシー（沖縄民謡に際した踊り）には欠かせないという意見もある。